# Encinas Reales
Encinas Reales es una localidad de la provincia de Córdoba, Andalucía, España. Posee dos núcleos urbanos: Encinas Reales y Vadofresno. Cuenta con una población de 2234 habitantes (INE 2024).
Ocupa una posición geográfica céntrica y privilegiada en Andalucía, siendo equidistantes cuatro capitales de provincia Córdoba, Málaga, Granada y Jaén.  Su extensión superficial es de 34,21 km² y tiene una densidad de 65,82 hab/km². Se encuentra situado en la comarca de la Subbética Cordobesa, a una altitud de 445 metros y a 87 kilómetros de Córdoba.

## Historia y Monumentos
Encinas Reales es un municipio joven que nació como tal en 1836, cuando se emancipó de Lucena. Sin embargo, sus orígenes se remontan al siglo XVI, y existen restos romanos hallados en Las Mesillas que nos hablan de su remoto pasado. Así, los cortijos empezaron a aglutinarse en su actual ubicación hacia principios del siglo XVI, siendo los primeros habitantes de Encinas Reales agricultores mayoritariamente lucentinos que venían a trabajar y poblar la Dehesa de Encinasralas propiedad del Marqués de Comares. 
En estos parajes en la antigüedad hubo una dehesa de encinas que a causa de las continuas incursiones y batallas ente el reino castellano y los musulmanes del Reino de Granada estaba no muy densamente cubierta por estos árboles quedando separados o ralos. Lo que dio nombre a los primeros cortijos que se ubicaron allí, pasando con el tiempo al actual nombre de Encinas Reales y con el que se relaciona una leyenda que cuenta cómo Isabel la Católica, yendo de viaje, descansó a la sombra de unas grandes encinas que allí había.
Dentro del municipio destacan las portadas de varias casas señoriales, pero sus dos grandes edificios patrimoniales a visitar son de carácter religioso:
- Iglesia de Nuestra Señora de la Expectación. Templo neoclásico de grandes y elegantes proporciones terminado en 1814. Destaca su interior, cúpula y torre rematada con prisma con tejas cerámicas policromadas.
- Ermita del Calvario. Joya del Barroco Cordobés. Destacan sus retablos y profusas yeserías barrocas de su interior y camarín con la imagen de Jesús, muy venerada en la localidad.

## Demografía
Encinas Reales cuenta con una población de 2234 habitantes (INE 2024).
| Gráfica de evolución demográfica de Encinas Reales entre 1842 y 2021                                                |
| |
| Población de derecho según los censos de población del INE Población de hecho según los censos de población del INE |

## Economía

### Evolución de la deuda viva municipal
El concepto de deuda viva contempla sólo las deudas con cajas y bancos relativas a créditos financieros, valores de renta fija y préstamos o créditos transferidos a terceros, excluyéndose, por tanto, la deuda comercial.
| Gráfica de evolución de la deuda viva del Ayuntamiento de Encinas Reales entre 2008 y 2023                                  |
| |
| Deuda viva del Ayuntamiento de Encinas Reales, en miles de euros, según datos del Ministerio de Hacienda y Función Pública. |

## Centros educativos
El municipio dispone de los siguientes centros educativos:
- C.E.I.P. Ntra. Sra. de la Expectación: Colegio de educación infantil y primaria.
- E.I. Encinas Reales: Escuela Infantil.
- S.E.P. Las Encinas: Centro de educación de adultos.
- ESCUELA DE MADERA DE LA JUNTA DE ANDALUCIA. https://www.juntadeandalucia.es/organismos/sae/areas/mejora-empleabilidad/fpe/paginas/escuela-madera-encinasreales.html

## Política
Los resultados en Encinas Reales de las últimas elecciones municipales, celebradas en mayo de 2023, son:
| Elecciones Municipales - Encinas Reales (2023) |       |          |            |
| Partido político                               | Votos | %Válidos | Concejales |
| PP                                             | 1054  | 67,00%   | 8          |
| PSOE                                           | 458   | 29,11%   | 3          |